# Río Snowy

El río Snowy es uno de los principales ríos del sureste de Australia. Nace a 1.840 metros en las laderas del monte Kosciuszko, el punto más alto de Australia continental, y drena las laderas orientales de las Montañas Snowy en Nueva Gales del Sur antes de cruzar el parque nacional Snowy River en Victoria y desembocar en el estrecho de Bass.
Aunque el curso del río y de sus afluentes ha permanecido prácticamente inalterado, con la mayor parte del río protegida por el parque nacional Snowy River, su caudal se redujo a mediados del siglo XX a menos del 1% tras la construcción de varias presas y embalses cerca de su nacimiento como parte del "Plan de las Snowy Mountain" que desvió su curso hacia el río Murray. De 2002 a 2008, el flujo se incrementó del 1% al 4%, con planes para aumentarlo al 15% en 2009 y al 21% en 2012, pero es poco probable que estos objetivos se cumplan.
El poema The Man From Snowy River, cuya historia se desarrolla en la región del río y sus alrededores, fue escrito por Banjo Paterson en 1890, y ha servido de base para muchas obras posteriores de cine, televisión y teatro musical.

## Geografía
Las principales cabeceras del río Snowy, que incluyen los ríos Eucumbene, Gungarlin y Thredbo y muchos cursos de agua alpinos más pequeños, se encuentran principalmente en el parque nacional de Kosciuszko y confluyen cerca de Jindabyne. Desde este punto, el río serpentea 352 kilómetros hacia el sur a través de un terreno inaccesible, que comprende tierras privadas y el parque nacional Snowy River, hasta llegar al mar en la ensenada del mismo nombre, en Marlo, cerca de Orbost (Victoria).
En Nueva Gales del Sur, el río discurre por el consejo regional de Snowy Monaro. Los afluentes del río Snowy por debajo de Jindabyne son: los ríos Mowamba, Wullwye Creek, Maclaughlin, Delegate, Jacobs, Pinch, Suggan Buggan, Deddick, Buchan, Rodger y Brodribb. 
En 1986, Jennings y Mabbutt cartografiaron cuatro clases geomórficas en la cuenca del río Snowy: (i) los Alpes australianos; (ii) las Tablas de Monaro; (iii) las Tierras Altas de Victoria Oriental y (iv) las Llanuras de Gippsland. Cada clase es físicamente distinta de la otra.

## Parques y áreas protegidas
Alrededor del 70 al 80% de la longitud del río Snowy está protegido por parques nacionales, que incluyen, desde aguas arriba hasta aguas abajo:
- Parque nacional Kosciuszko - Nueva Gales del Sur
- Parque nacional Alpino - Victoria
- Parque nacional Snowy River - Victoria

## Galería

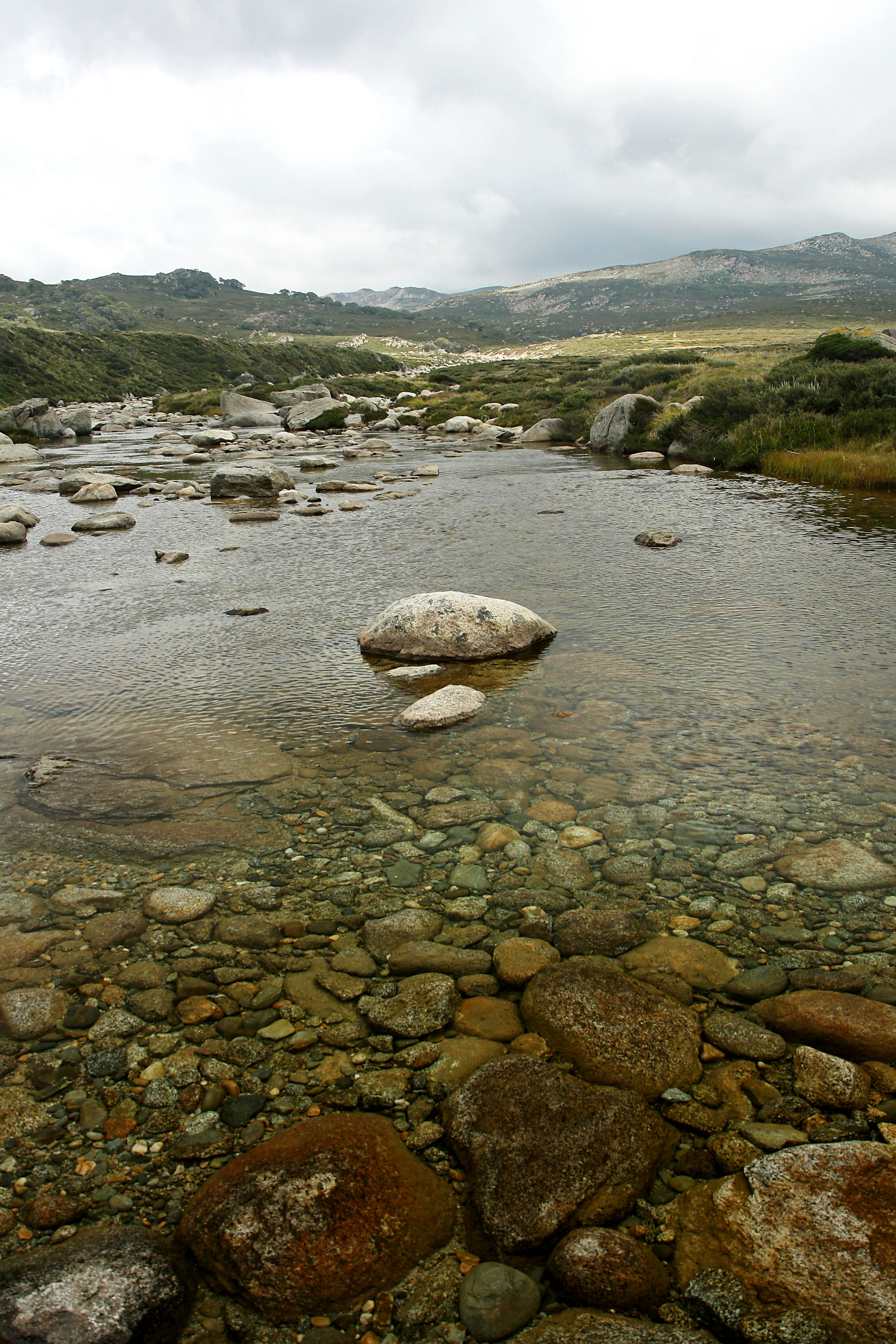
El río Snowy en las laderas del monte Kosciuszko
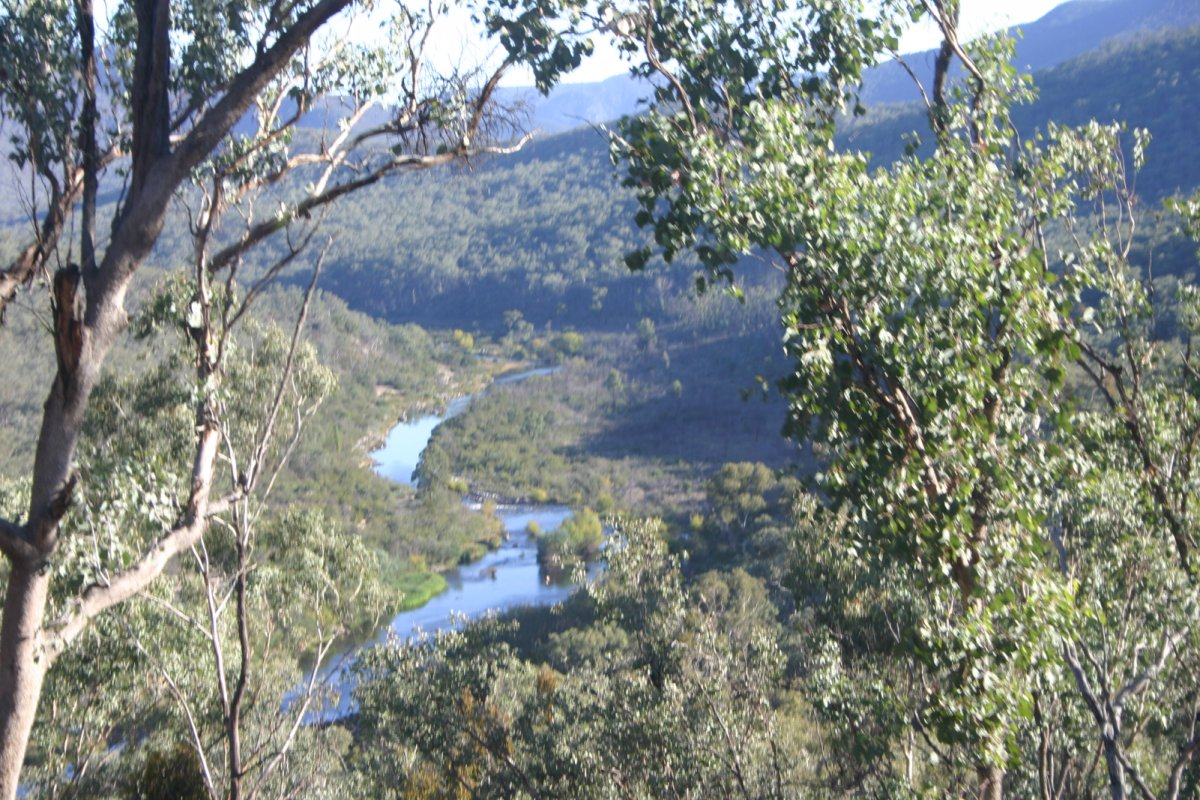